# A túlélők (regény)
A túlélők (eredeti címe svéd nyelven: Överlevarna) Alex Schulman svéd író 2020-ban Stockholmban megjelent regénye. Alcíme: A nyár, amikor minden darabjaira hullott.
Magyarul az Athenaeum Kiadónál jelent meg 2021. április 22-én. Fordította Papolczy Péter.

## Témája, szerkezete
A regény egy svéd család életének mozaikkockáiból összeálló történet, fókuszában egy feldolgozatlan gyerekkori traumával. A helyszín részben egy kietlen tóparton álló tanya „Svédország túlvégében” (130. o.), részben egy tengerparti, megnevezetlen nagyváros. Az időpont: valamikor a 21. század első évtizedeiben (ezt jelzi a mobil használata is).
Központi alakja három fivér, közülük is leginkább az érzékeny, befelé forduló Benjamin. Nagyrészt az ő életérzését, feszültségét, szüntelen emlékezéseit, gyerekkori traumáját és elfojtásait élhetjük át a történet folyamán. Hármuk közül Benjaminnak sikerült legnehezebben „túlélni” – szó szerint is – a gyerekkort, vagy néha még most is szinte abban él. Nils, a flegmatikus, közönybe burkolózó legidősebb fiú az érettségi után azonnal elhagyta a családot. Pierre a legfiatalabb, aki már az iskolában kimutatta agresszív hajlamát (sőt gyerekként is, az élő sügér megsütésekor), és igyekszik magát minél felnőttebbnek mutatni. 
A huszas éveikben járó testvérek már rég eltávolodtak egymástól. Két héttel ezelőtt anyjuk meghalt, és az urnát a városi temetőben apjuk sírköve mellé készültek temetni. Anyjuk azonban azt kérte búcsúlevelében, hogy hamvait a tóparti tanyánál szórják el, ahol együtt töltötték gyerekkoruk egyik nyarát. 
A könyv egy része – minden második fejezete – azon a napon játszódik, amikor hármasban magukhoz veszik az urnát és a városból – ahol az anya is lakott – autóval a tóparti elhagyott tanyára hajtanak, hogy teljesítsék utolsó kívánságát. 
Ez a regény jelen ideje, jelen időben elbeszélve.
A nap (24 óra) története azonban nem az elejéről, hanem épp fordított időrendben bontakozik ki: az első fejezet címe 23:59, a harmadiké 22:00, és így tovább két óránként visszafelé, a befejező 00:00 című fejezetig. Az olvasó így maga is visszafelé követi a testvérek útját, ahogy  haladnak „lépésről lépésre vissza a történetben, hogy még egyszer utoljára túléljenek.” (253. o.)
A közbülső tizenegy fejezetben az elbeszélés mindig múlt időre vált (a 12:00 és a 10:00 között nincs közbeékelt fejezet). Egyre újabb gyerekkori emlékek idéződnek fel, köztük a legfontosabb esemény: az erdei transzformátorháznál fivérei szeme láttára Benjamint baleset érte, és meghalt a karjában tartott – úgy emlékszik – Molly kutya. De a baleset következményeire csak később, és hogy kit tartott karjában, arra csak Benjamin öngyilkossági kísérlete után, a terapeutánál derül fény. A család későbbi életének is feltárul néhány részlete: Benjamin iskolai eszmélése és Pierre megváltozása (157-158. o.), Nils érettségije, az apa halála, majd végül az anyáé. Aki utolsó kívánságával igyekezett helyrehozni valamit abból, amit életében elmulasztott. „Szeretném, ha megtennétek, amit mi soha nem tettünk: beszéljetek egymással.” (252. o.)

## Recenziók
„A túlélők legnagyobb erénye, hogy a rövid, szinte önálló novellaként elmesélt nyári epizódok a szenvtelen hang ellenére … tele vannak baljós, elfojtott feszültséggel, ki nem mondott fájdalmakkal és hol lappangó, hol felszínre csapó gyűlölségekkel.”
A könyv a testvéri kapcsolatok dinamikáját helyezi a középpontba, – írja a Konyvesmagazin.hu ajánlója. Csalódást keltő, banális megoldásnak tartja, hogy az egyik szereplő [a terapeuta] egyszerűen közli, mi volt a történetben a titok. Hiszen a regényben nem is a titok megfejtése az érdekes. „Schulman pont az apró történésekből épülő családi viszonyokat és az azokban tátongó hiányok megnyomorító természetét mutatja be letisztultan és szívbemarkolóan pontosan.”
A titokra vonatkozóan „várna egy kis magyarázatot az írótól” az Irkávé blog bejegyzője is.
Egy finn nyelvű recenzióból: A regény nehéz témákról szól, de nem egy családi pokol nyomasztó leírása, hanem olyan történet, amely együttérzést kelt, és saját gyerekkoráról is elgondolkoztatja az olvasót.

## Magyarul
- A túlélők; ford. Papolczy Péter. Budapest, Athenaeum Kiadó, 2021, ISBN 9789635430635